# Sulzbach am Main
Sulzbach a.Main è un comune tedesco di 7 021 abitanti, situato nel land della Baviera.